# Герозаврови
Герозаврови (Gerrhosauridae), наричани също бронирани гущери, са семейство влечуги от разред Люспести (Squamata).
Разпространени са в Африка и Мадагаскар в разнородни местообитания – от скалисти местности до пясъчни дюни. Повечето видове са яйцеснасящи, като между тях има значително морфологично многообразие – някои видове имат добре развити крайници, докато по други те са закърнели в различна степен.

## Родове
Семейство Gerrhosauridae – Герозаврови
- Подсемейство Gerrhosaurinae
  - Broadleysaurus – Големи герозаври
  - Cordylosaurus
  - Gerrhosaurus – Герозаври
  - Matobosaurus
  - Tetradactylus – Тетрадактилуси
- Подсемейство Zonosaurinae
  - Tracheloptychus
  - Zonosaurus – Зонозаври